# Nito Veiga
Osvaldo Nito Veiga (Sarandí, 25 giugno 1928 – Avellaneda, 10 dicembre 2004) è stato un allenatore di calcio e calciatore argentino, di ruolo difensore.

## Caratteristiche tecniche

### Giocatore
Giocava come difensore destro.

## Palmarès

### Giocatore

#### Competizioni nazionali
- Campionato argentino: 1

Independiente: 1948

### Allenatore

#### Competizioni nazionali
- Campionato argentino: 1

Independiente: 1983